# Đoàn Việt Cường
Đoàn Việt Cường (né le 13 juin 1985 dans le district de Tam Nông au Viêt Nam) est un footballeur international vietnamien, qui évolue au poste de défenseur.
Son père, Văn Phát, était également footballeur.

## Biographie

### Carrière en sélection
Đoàn Việt Cường reçoit 29 sélections en équipe du Viêt Nam entre 2007 et 2012, sans inscrire de but.
Il participe avec cette équipe à la Coupe d'Asie des nations 2007. Lors de cette compétition, il joue un match contre le Japon.

## Palmarès
| Đồng Tháp - Championnat du Viêt Nam D2 (1) : - Champion : 2006. |  | Hoàng Anh Gia Lai - Coupe du Viêt Nam : - Finaliste : 2010. |

| Navibank de Saïgon - Coupe du Viêt Nam (1) : - Vainqueur : 2011. - Supercoupe du Viêt Nam (1) : - Vainqueur : 2011. |  | Xuan Thanh de Saïgon - Coupe du Viêt Nam (1) : - Vainqueur : 2012. |